# Energiens Skabelsesberetning
Energiens Skabelsesberetning er en dansk sansefilm fra 2004, instrueret af Jens Simon, der også har skrevet manuskript med Philip Einstein Lipski. Filmen blev modtaget godt af publikum og er nyskabende med sin integration af sanseeffekter.

## Medvirkende
- Mikael Bertelsen Solen
- Kenny Leger Fortæller
- Jens Simon Jorden